# 1980年夏季奥林匹克运动会黎巴嫩代表团
1980年夏季奥林匹克运动会黎巴嫩代表团是黎巴嫩派出的1980年夏季奥林匹克运动会代表团。